# Linea 3 (metropolitana di Seul)
La Linea 3 della metropolitana di Seul collega la città satellite di Goyang, a nord ovest di Seul, Corea del Sud, al centro di quest'ultima, e quindi al quartiere di Gangnam, a sud est. La metropolitana taglia da nord-ovest a sud-est il centro di Seoul, ed è per questo molto utilizzata.
La linea è gestita da Seoul Metro nella tratta fra Jichuk e Ogeum, mentre il tragitto fra Jichuk e Daehwa è gestito da Korail, facendo parte della linea Ilsan. Tutti i treni continuano comunque oltre Jichuk fino a Daehwa senza nessuna rottura di carico.

## Storia
La costruzione della linea iniziò nel 1980, e la maggior parte della linea, fra Gupabal e Yangjae, aprì nel 1985 dopo una costruzione realizzata in due fasi, assieme alla linea 4, allora in costruzione. Nell'ottobre 1993 venne aperta un'ulteriore estensione sud, fra Yangjae e Suseo, dando alla città l'attuale linea 3.
Nel marzo 1996 venne aperta la linea Ilsan di 19,2 km, gestita dalla Korail, fra Daehwa e Jichuk, a tutti gli effetti un'estensione nordoccidentale della linea, per collegare la città di Goyang col centro di Seul. Tutti i treni in ogni caso percorrono le due linee senza rottura di carico.
Infine è stata aperta un'estensione di 3 km nel febbraio 2010, da Suseo a Ogeum, dove è possibile interscambiare con la linea 5. In futuro è prevista l'apertura di una nuova stazione, Wonheung, fra Wondang e Samsong, sulla linea Ilsan.

## Caratteristiche tecniche
- Lunghezza percorso: 38,2 km (solo sezione Seoul Metro)
- Scartamento: 1435 mm
- Numero di stazioni: 34 (solo sezione Seoul Metro)
- Numero di binari: 2
- Elettrificazione: 1500 V CC a catenaria
- Depositi: Jichuk e Suseo
- Sistema di blocco: ATS (CS-ATC)
- Sezione in superficie: Jichuk - Gupabal, stazione di Oksu
- Direzione di marcia treni: destra

## Linea Ilsan
A partire dalla Jichuk ufficialmente la linea termina, e inizia la linea Ilsan, gestita direttamente dalla Korail. Il percorso è di 19,2 km (di cui 5,4 in superficie, i restanti in sotterraneo), a doppio binario ed elettrificato, e presenta dieci stazioni.

## Stazioni
| Codice Stazione | Nome Alfabeto                    | Nome Hangŭl | Nome Hanja | Collegamenti                         | Linea       | Distanza in km | Distanza totale | Posizione   | Posizione    |
|                 |                                  |             |            |                                      |             |                |                 |             |              |
| 310             | Daehwa                           | 대화        | 大化       |                                      | Linea Ilsan | ---            | 0.0             | Gyeonggi-do | Goyang-si    |
| 311             | Juyeop                           | 주엽        | 注葉       |                                      | Linea Ilsan | 1.4            | 1.4             | Gyeonggi-do | Goyang-si    |
| 312             | Jeongbalsan                      | 정발산      | 鼎鉢山     |                                      | Linea Ilsan | 1.6            | 3.0             | Gyeonggi-do | Goyang-si    |
| 313             | Madu                             | 마두        | 馬頭       |                                      | Linea Ilsan | 0.9            | 3.9             | Gyeonggi-do | Goyang-si    |
| 314             | Baekseok                         | 백석        | 白石       |                                      | Linea Ilsan | 1.4            | 5.3             | Gyeonggi-do | Goyang-si    |
| 315             | Daegok                           | 대곡        | 大谷       | Linea Gyeongui-Jungang Linea Seohae  | Linea Ilsan | 2.5            | 7.8             | Gyeonggi-do | Goyang-si    |
| 316             | Hwajeong                         | 화정        | 花井       |                                      | Linea Ilsan | 2.1            | 9.9             | Gyeonggi-do | Goyang-si    |
| 317             | Wondang                          | 원당        | 元堂       |                                      | Linea Ilsan | 2.6            | 12.5            | Gyeonggi-do | Goyang-si    |
| 318             | Samsong                          | 삼송        | 三松       |                                      | Linea Ilsan | 5.0            | 17.5            | Gyeonggi-do | Goyang-si    |
| 319             | Jichuk                           | 지축        | 紙杻       |                                      | Linea 3     | 1.7            | 19.2            | Gyeonggi-do | Goyang-si    |
| 320             | Gupabal                          | 구파발      | 舊把撥     |                                      | Linea 3     | 1.5            | 20.7            | Seul        | Eunpyeong-gu |
| 321             | Yeonsinnae                       | 연신내      | 연신내     | Linea 6                              | Linea 3     | 2.0            | 22.7            | Seul        | Eunpyeong-gu |
| 322             | Bulgwang                         | 불광        | 佛光       | Linea 6                              | Linea 3     | 1.3            | 24.0            | Seul        | Eunpyeong-gu |
| 323             | Nokbeon                          | 녹번        | 碌磻       |                                      | Linea 3     | 1.1            | 25.1            | Seul        | Eunpyeong-gu |
| 324             | Hongje                           | 홍제        | 弘濟       |                                      | Linea 3     | 1.6            | 26.7            | Seul        | Seodaemun-gu |
| 325             | Muakjae                          | 무악재      | 毋岳재     |                                      | Linea 3     | 0.9            | 27.6            | Seul        | Seodaemun-gu |
| 326             | Dongnimmun                       | 독립문      | 獨立門     |                                      | Linea 3     | 1.1            | 28.7            | Seul        | Seodaemun-gu |
| 327             | Gyeongbokgung                    | 경복궁      | 景福宮     |                                      | Linea 3     | 1.6            | 30.3            | Seul        | Jongno-gu    |
| 328             | Anguk                            | 안국        | 安國       |                                      | Linea 3     | 1.1            | 31.4            | Seul        | Jongno-gu    |
| 329             | Jongno 3-ga                      | 종로3가     | 鍾路3街    | Linea 1 Linea 5                      | Linea 3     | 1.0            | 32.4            | Seul        | Jongno-gu    |
| 330             | Euljiro 3-ga                     | 을지로3가   | 乙支路3街  | Linea 2                              | Linea 3     | 0.6            | 33.0            | Seul        | Jung-gu      |
| 331             | Chungmuro                        | 충무로      | 忠武路     | Linea 4                              | Linea 3     | 0.7            | 33.7            | Seul        | Jung-gu      |
| 332             | Università Dongguk               | 동대입구    | 東大入口   |                                      | Linea 3     | 0.9            | 34.6            | Seul        | Jung-gu      |
| 333             | Yaksu                            | 약수        | 藥水       | Linea 6                              | Linea 3     | 0.7            | 35.3            | Seul        | Jung-gu      |
| 334             | Geumho                           | 금호        | 金湖       |                                      | Linea 3     | 0.8            | 36.1            | Seul        | Seongdong-gu |
| 335             | Oksu                             | 옥수        | 玉水       | Linea Gyeongui-Jungang               | Linea 3     | 0.8            | 36.9            | Seul        | Seongdong-gu |
| 336             | Apgujeong                        | 압구정      | 狎鷗亭     |                                      | Linea 3     | 2.1            | 39.0            | Seul        | Gangnam-gu   |
| 337             | Sinsa                            | 신사        | 新沙       | Linea Sinbundang                     | Linea 3     | 1.5            | 40.5            | Seul        | Gangnam-gu   |
| 338             | Jamwon                           | 잠원        | 蠶院       |                                      | Linea 3     | 0.9            | 41.4            | Seul        | Seocho-gu    |
| 339             | Express Bus Terminal             | 고속터미널  | 高速터미널 | Linea 7 Linea 9                      | Linea 3     | 1.2            | 42.6            | Seul        | Seocho-gu    |
| 340             | Gyodae                           | 교대        | 敎大       | Linea 2                              | Linea 3     | 1.6            | 44.2            | Seul        | Seocho-gu    |
| 341             | Nambu Bus Terminal               | 남부터미널  | 南部터미널 |                                      | Linea 3     | 0.9            | 45.1            | Seul        | Seocho-gu    |
| 342             | Yangjae                          | 양재        | 良才       | Linea Sinbundang                     | Linea 3     | 1.8            | 46.9            | Seul        | Seocho-gu    |
| 343             | Maebong                          | 매봉        | 매봉       |                                      | Linea 3     | 1.2            | 48.1            | Seul        | Gangnam-gu   |
| 344             | Dogok                            | 도곡        | 道谷       | Linea Suin-Bundang                   | Linea 3     | 0.8            | 48.9            | Seul        | Gangnam-gu   |
| 345             | Daechi                           | 대치        | 大峙       |                                      | Linea 3     | 0.8            | 49.7            | Seul        | Gangnam-gu   |
| 346             | Hangnyeoul                       | 학여울      | 학여울     |                                      | Linea 3     | 0.8            | 50.5            | Seul        | Gangnam-gu   |
| 347             | Daecheong                        | 대청        | 대청       |                                      | Linea 3     | 0.9            | 51.4            | Seul        | Gangnam-gu   |
| 348             | Irwon                            | 일원        | 逸院       |                                      | Linea 3     | 1.2            | 52.6            | Seul        | Gangnam-gu   |
| 349             | Suseo                            | 수서        | 水西       | Linea Suin-Bundang ■ Linea KTX Suseo | Linea 3     | 1.8            | 54.4            | Seul        | Gangnam-gu   |
| 350             | Mercato di Garak                 | 가락시장    | 可樂市場   | Linea 8                              | Linea 3     | 1.2            | 55.6            | Seul        | Songpa-gu    |
| 351             | Ospedale Nazionale della Polizia | 경찰병원    | 警察病院   |                                      | Linea 3     | 0.8            | 56.4            | Seul        | Songpa-gu    |
| 352             | Ogeum                            | 오금        | 梧琴       | Linea 5                              | Linea 3     | 0.6            | 57.0            | Seul        | Songpa-gu    |
|                 |                                  |             |            |                                      |             |                |                 |             |              |

## Materiale rotabile
- Seoul Metro serie 3000
- Korail serie 3000